# Sleepers (Galahad)
Sleepers is een studioalbum van Galahad. Na drie muziekalbums die grotendeels in de onbekendheid zijn blijven hangen, kreeg de band een kleine doorbraak met dit album. Het album liet horen dat Galahad zich langzaam richting de neoprogstijl liet duwen. Het album bracht echter niet de grote doorbraak waar men op gerekend had en deed daardoor haar titel eer aan. Pas na verloop van tijd werd het album binnen de stroming gewaardeerd, wellicht mede geholpen door het feit dat het volgende album drie jaar op zich liet wachten. 
De hoes wordt gevormd door het hoofd van een “slapende” vrouw. Het verhaal wordt levend gehouden dat de foto is genomen van een dode vrouw in een mortuarium.

## Musici
- Stuart Nicholson – zang
- Roy Keyworth – gitaar, gitaarsynthesizer
- Karl Garrett – toetsinstrumenten
- Spencer Luckman – slagwerk, percussie
- Neil Pepper – basgitaar

Met
- Paul Beavis – percussie Octopad
- Kathy Smyth – zang Sleepers

## Muziek
| Nr. | Titel                    | Duur  |
| --- | ------------------------ | ----- |
| 1.  | Sleepers                 | 12:19 |
| 2.  | Julie Anne               | 4:43  |
| 3.  | Live and learn           | 9:54  |
| 4.  | Dentist song             | 4:19  |
| 5.  | Pictures of bliss        | 2:06  |
| 6.  | Before, after and beyond | 6:08  |
| 7.  | Exorcising demons        | 9:15  |
| 8.  | Middleground             | 6:03  |
| 9.  | Amaranth                 |       |
| 91. | Naamloos                 | 11:43 |